# 下関市立川中西小学校
下関市立川中西小学校（しものせきしりつ かわなかにししょうがっこう）は、山口県下関市綾羅木にある公立小学校。

## 沿革
- 1969年 - 下関市立川中小学校より分離開校する。
- 1969年 - 校章・制服・制帽を指定する。
- 1970年 - 校歌制定
- 1978年 - 開校10周年記念式典及び記念行事実施
- 1982年 - 下関市立垢田小学校と分離
- 1983年 - 中国青島市少年友好交流団体来校
- 1989年 - 創立20周年記念式典
- 1999年 - 創立30周年式典
- 2004年 - 特殊学級「ふたば」新設
- 2005年 - 特殊学級「わかば」新設
- 2005年 - 中国上清路小学日団来校（20周年）

## 行事
- 4月 入学式
- 9月 秋季大運動会
- 10月 中国上清路小学日団来校
- 11月 学習発表会・ふれあいバザー
- 1月 校内持久走大会
- 3月 卒業式